# Lilla Ävsjön
Lilla Ävsjön är en sjö i Hylte kommun i Halland och ingår i Suseåns huvudavrinningsområde.